# Lindbergia magniretis
Lindbergia magniretis är en bladmossart som beskrevs av Brotherus 1907. Lindbergia magniretis ingår i släktet Lindbergia och familjen Leskeaceae. Inga underarter finns listade i Catalogue of Life.